# UFC Fight Night: Sjevtjenko vs. Carmouche 2
UFC Fight Night: Sjevtjenko vs. Carmouche 2 (även UFC Fight Night 156 eller UFC on ESPN+ 14) var en MMA-gala som arrangerades av UFC och ägde rum 10 augusti 2019 i Montevideo, Uruguay.

## Bakgrund
En titelmatch i damernas flugvikt mellan regerande mästarinnan Valentina Sjevtjenko och utmanaren Liz Carmouche var galans huvudmatch.

Galan var den första UFC anordnat i Uruguay.

## Skador/Ändringar
En match i lätt tungvikt mellan Ilir Latifi och Volkan Özdemir var initialt planerad till UFC Fight Night: Gustafsson vs. Smith 1 juni 2019, men Latifi tvingades dra sig ur matchen på grund av en ryggskada. De två var senare tänkta att mötas på UFC on ESPN: Covington vs. Lawler, men matchen senarelades en vecka och går istället av stapeln den här galan.
En lättviktsmatch mellan Rafael Fiziev och Alex da Silva Coelho var planerad till den här galan men 24 juli rapporterades det att Fiziev hade brutit foten och tvingades därför lämna återbud. Han ersattes av UFC-nykomlingen Rodrigo Vargas.
En damernas flugviktsmatch mellan Veronica Macedo och Rachael Ostovich var planerad, men 29 juli meddelades det att Ostovich ersatts av Polyana Viana av okänd anledning.
En welterviktsmatch mellan Laureano Staropoli och Alexey Kuntjenko var planerad, men 29 juli meddelades det att Staropoli tvingats dra sig ur på grund av en bruten näsa. Han ersattes av Gilbert Burns.
En flugviktsmatch mellan Taila Santos och Ariane Carnelossi var tänkt för galan, men 29 juli rapporterades det att Santos tvingats dra sig ur på grund av en handledsskada och matchen ströks då UFC misslyckades med att hitta en ersättare åt Carnelossi.

## Resultat
1. ↑  Titelmatch i damernas flugvikt
2. ↑   Fight of the Night
3. ↑   Performance of the Night
4. ↑   Performance of the Night

## Bonusar
Följande MMA-utövare fick 50 000 USD bonusar:
- Fight of the Night: Vicente Luque vs Mike Perry
- Performance of the Night: Volkan Özdemir och Veronica Macedo